# Винавер, Максим Моисеевич
Макси́м Моисе́евич Вина́вер (при рождении Маер-Хиль Моисеевич Винавер; 1 (13) декабря 1862, Варшава, Царство Польское, Российская империя — 10 октября 1926, Мантон-Сен-Бернар, Франция) — русский юрист и политический деятель, адвокат, член I Государственной думы, один из лидеров Конституционно-демократической партии (Партии народной свободы), выдающийся судебный и политический оратор, мемуарист.

## Образование
Родился 1 декабря (по старому стилю) 1862 года в Варшаве в семье владельца бакалейного магазина Мойше-Лейба Абрамовича Винавера (1831—1905) и Брухи Маер-Хильевны Каминер (Камионер, 1831—1891), также уроженцев Варшавы. Дед, в честь которого он был назван, Маер-Хиль Каминер (1804, Хенцины — 1847, Бердичев), состоял в купеческом сословии. Окончил 3-ю Варшавскую гимназию (1881), юридический факультет Варшавского университета (1886).

## Юрист
С 1886 жил в Петербурге, являлся помощником присяжного поверенного, которым оставался до 1904 из-за фактического запрета допускать в сословие присяжных поверенных лиц иудейского вероисповедания. За это время получил известность как цивилист, публиковал научные статьи в юридических изданиях. Позднее начал проводить и защиты по уголовным делам, которые были связаны с отстаиванием прав евреев. Так, организовал в Вильно защиту Блондеса, обвинённого в ритуальном убийстве — дело было выиграно. После погрома в Гомеле в 1904 выступил гражданским истцом от имени пострадавших евреев — во главе группы адвокатов покинул процесс, обвинив суд в пристрастности. Лишь в июле 1904 официально стал присяжным поверенным.
Читал лекции в новом Брюссельском университете и Русской высшей школе общественных наук в Париже. В 1890—1917 годах также был присяжным стряпчим при Санкт-Петербургском коммерческом суде.
Вместе с В. Д. Набоковым в 1904—1906 был редактором журнала Санкт-Петербургского юридического общества «Вестник Права», в 1905—1917 годах был председателем гражданского отделения этого общества, с 1909 участвовал в редактировании «Трудов Санкт-Петербургского юридического общества». В 1913—1917 издавал журнал «Вестник гражданского права».

По словам Александра Солженицына,

… юриспруденцию он избрал отчасти потому, что еврею в России эта карьера была менее затруднена, отчасти к тому вели его многие качества: владение ораторским искусством, до афоризмов, умение говорить увлечённо, аргументировать богато, сильный юридический диагноз, аналитический ум, чутьё к настроению зала и суда. Он не занимался криминальными, ни политическими делами, избрал цивилистику — область, наиболее свободную от государственных интересов, имел хорошую практику, стал очень известен, — и сам искренно любил судебную систему Александра II. Легко прославиться на защите уголовной — тут реакция прессы, публики, а знаменитость цивилиста достигается трудно: его могут оценить только судьи да коллеги. Первые же работы его похвалил сам Пассовер. Как еврея Винавера долго не пускали в звание присяжного поверенного, всё держали в «помощниках», — но и он умел отыграться на Сенате: так выступить там, что сенаторы немели. И вёл их инициативно: то в защиту их же традиции против новшеств, то в защиту нововведений против традиции, — однако всегда к тому решению, которое Винавер считал нужным.

## Деятель еврейского движения
Являлся видным деятелем еврейского движения в России. Активно участвовал в работе Общества для распространения просвещения среди евреев, руководил созданием организованной при нём историко-этнографической комиссии, которая занималась собиранием материалов по истории евреев в России (в 1908 она была преобразована в Еврейское историко-этнографическое общество). Публиковал статьи в журналах «Восход» и «Еврейская старина». В 1905 был одним из учредителей Союза для достижения полноправия еврейского народа в России, председательствовал на его съездах. С 1907 был лидером Еврейской народной группы.

Собрал небольшую коллекцию картин, занимался меценатской деятельностью, поддерживал молодого Марка Шагала, дав ему стипендию для учёбы в Париже. После смерти Винавера Шагал писал: 

С большой грустью скажу сегодня, что с ним умер и мой близкий, почти отец. Всматривались ли вы в его переливчатые глаза, его ресницы, ритмично опускавшиеся и подымавшиеся, в его тонкий разрез губ, светло-каштановый цвет его бороды пятнадцать лет тому назад, овал лица, которого, увы, я, из-за моего стеснения, так и не успел нарисовать. И хоть разница между моим отцом и им была та, что отец лишь в синагогу ходил, а Винавер был избранником народа, — они всё же были несколько похожи друг на друга. Отец меня родил, а Винавер сделал художником. Без него я, верно, был бы фотографом в Витебске, и о Париже не имел бы понятия.

## Политик
В 1904—1905 годах входил в Союз освобождения. В 1905 стал одним из основателей и лидеров Конституционно-демократической партии (Партии народной свободы), председательствовал на её учредительном съезде в Москве, был избран в состав центрального комитета. Являлся одним из главных теоретиков партии. В 1906 — член I Государственной думы от Петербурга, был членом её Редакционной комиссии. После роспуска Думы в числе других оппозиционных депутатов подписал «Выборгское воззвание», в котором содержался призыв не платить налоги и не поступать на армейскую службу вплоть до созыва народного представительства. Был приговорён к трём месяцам лишения свободы, что означало запрет на избрание в Думу последующих созывов. Наказание отбывал в Петербургской тюрьме «Кресты», одновременно с В. Д. Набоковым. Продолжал участвовать в деятельности кадетской партии.
После Февральской революции 1917 входил в состав Особого совещания по выработке закона о выборах в Учредительное собрание. Временное правительство назначило его сенатором Гражданского кассационного департамента Правительствующего Сената (5.5—22.11.1917). В марте — октябре 1917 входил в состав Комиссии для восстановления основных положение судебных уставов и согласования их с происшедшей переменой в государственном устройстве. В мае — декабре 1917 был редактором журнала «Вестник партии народной свободы». В этот период он был близок к левому крылу кадетской партии, в октябре — ноябре 1917 являлся товарищем председателя её фракции во Временном совете Российской республики (Предпарламенте). В 1917 был избран членом Учредительного собрания от Петрограда. Жил на нелегальном положении в Москве, затем переехал в Крым. 1 октября 1918 в Гаспре участвовал в небольшом кадетском совещании, на котором были И. И. Петрункевич, Н. И. Астров, С. В. Панина, М. Винавер, В. Д. Набоков, А. В. Тесленко, П. П. Рябушинский, Г. Н. Трубецкой
Весной 1919 стал министром внешних сношений Второго крымского краевого правительства С. С. Крыма, ориентированного на страны Антанты (В. Д. Набоков возглавлял в этом же правительстве министерство юстиции).

## Эмигрант
В 1919 эмигрировал во Францию, где призывал союзников России продолжить поддержку белого движения. Был товарищем председателя комитета Парижской группы кадетов, одним из основателей Республиканско-демократического объединения (1921). В 1920-е годы выступал за объединение всех демократических эмигрантских сил, как либеральных, так и социалистических.
Был председателем общества «Русское издательское дело в Париже», одним из основателей газеты «Последние новости», инициатором создания Русского университета при Сорбонне, в котором читал курс русского гражданского права. Участвовал в издании журнала «Еврейская трибуна», боровшегося с антисемитизмом. Похоронен на кладбище Пер-Лашез в Париже.

## Семья
Жена — Роза Георгиевна Винавер (урождённая Хишина; 1872—1951), дочь московского купца первой гильдии, окончила бестужевские курсы.
Их сын Евгений стал видным историком литературы. Сын дочки, адвоката Софии Гринбер (1904—1964) — его внук Мишель Винавер, прозаик, драматург и переводчик, автор книг для детей, отец актрисы Анук Гринбер и дед актрисы Луизы Гринбер. Ещё одна дочь Максима Винавера — Валентина Кремер (1895—1983), рентгенолог и общественный деятель.

## Труды

### Юридические работы
- Исследование памятников польского обычного права XIII века (1887—1888, отдельно: Варшава, 1888 (на немецком языке)
- К вопросу об источниках X тома (СПб., 1895)
- Роль свидетелей в публичном завещании (СПб., 1896)
- Старые и новые веяния в европейской адвокатуре (СПб., 1898)
- Дарение и завещание (СПб., 1899)
- Обязательства, возникающие из договоров, правонарушений и других оснований (СПб., 1901)
- Общая часть учения об обязательствах в проекте уложения (СПб., 1901)
- О некоторых вопросах общей части обязательного права по проекту книги V Гражданского уложения (СПб., 1901)
- Очерки об адвокатуре (СПб., 1902)
- Столетний юбилей кодекса Наполеона (СПб., 1904)
- Гражданская ответственность должностных лиц (СПб., 1904)
- Из области цивилистики (СПб., 1908) сборник статей по гражданскому праву и процессу
- Учение о притворных сделках (СПб., 1913)
- Договор казённого подряда (СПб., 1913)
- Цивильный и публично-правовой момент в природе акционерной компании (СПб., 1915)
- Вопрос о моменте перехода права собственности на недвижимость (СПб., 1916)

### Публицистика
- Об адвокатуре (СПб., 1899)
- Адвокатура и правовое государство. Речь, произнесенная в Годовом Собрании Санкт-Петербургского юридического общества 20 марта 1905. (СПб., 1905)
- Речи (СПб., 1907)
- Конфликты в Первой Думе (СПб., 1907)
- Кадеты и еврейский вопрос (СПб., 1907)
- Речь о Спасовиче. — Санкт-Петербург: тип. тов. «Общественная польза», 1907. — 56 с.
- Муромцев — адвокат и председатель Думы (СПб., 1911)
- Тактика Партии народной свободы (Пг., 1917, Одесса, 1917)
- О выборах в Учредительное собрание (1917)

### Воспоминания
- История Выборгского воззвания (Пг., 1917)
- Недавнее. Воспоминания и характеристики (Пг., 1917, 2-е издание: Париж, 1926)
- Наше правительство: Крымские воспоминания 1918—1919 гг. (Париж, 1928)